# Flugplatz Kokoda

i8
i11
i13
Der Flugplatz Kokoda (englisch Kokoda Airfield, IATA-Code: KKD, ICAO-Code: AYKI) liegt unmittelbar bei dem kleinen Ort Kokoda im Osten Papua-Neuguineas. Von hier aus führt der Kokoda Track nach Gorari und Oivi nahe der knapp 100 Kilometer südwestlich gelegenen Hauptstadt Port Moresby.
Das Flugfeld und der Ort liegen auf einem Hochplateau, 1269 Meter über dem Meeresspiegel mitten im Owen-Stanley-Gebirge, das sich um das Plateau herum bis auf Höhen von über 2000 Metern erhebt.
Der Flugplatz wird derzeit nur wenig genutzt, so gibt es nur zweimal wöchentlich einen Flug mit einer kleinmotorigen Maschine zum Flughafen Port Moresby.

## Geschichte
Das Flugfeld wurde während des Pazifikkriegs im Zweiten Weltkrieg von den Japanern erobert, die nach der verlorenen Schlacht im Korallenmeer und der damit von den USA vereitelten Seelandung bei Port Moresby den beschwerlichen Weg über den Kokoda Track zu ihrem eigentlichen Ziel antraten. Das 144. Japanische Infanterieregiment unter Oberstleutnant Hatsuo Tsukamoto übernahm diese Aufgabe im Juli 1942. Nach der Landung bei Buna, Gona und Sanananda marschierten die Japaner nach Kokoda, sicherten das bis dahin von australischen Soldaten gehaltene Flugfeld und begannen es auszubauen. Damit waren die australischen Einheiten von weiteren alliierten Nachschublieferungen aus der Luft abgeschnitten.
Das japanische Heer konnte von den Australiern in der Folge auf ihrem weiteren Vorstoß nach Port Moresby aufgehalten werden. Das wichtige Flugfeld gelangte am 2. November 1942 wieder in die Hände der Australier. Die Japaner hatten es nicht benutzt und die Landebahn war teilweise schon mit Gras bewachsen. Sofort begannen die Australier die Bahn für die Landung der ersten Nachschubmaschinen wieder herzurichten.

## Zwischenfälle
- Im August 2009 stürzte der Flug Papua-Neuguinea-4684 beim Landeanflug auf den Flugplatz Kokoda ab. Alle 13 Personen an Bord starben, darunter neun australische Passagiere, die den Kokoda Track begehen wollten, ein japanischer Passagier und drei Papua-Neuguineer, einschließlich der beiden Piloten.[2]